# Erdoğdu (Tunceli)
Erdoğdu ist ein Dorf im zentralen Landkreis der Provinz Tunceli. Das Dorf hatte 2012 insgesamt nur 18 Einwohner. 1985 hatte die Einwohnerzahl noch 162 betragen.
Der ursprüngliche Name der Ortschaft lautet Vilekaşo oder Velikesan. Auf Zazaki lautet der Name Pulê Dewresu („Gipfel der Derwische“).
Erdoğdu liegt im Bucak Kocakoç in der Nähe der Straße D885 von Erzincan nach Tunceli. Das Dorf ist alevitisch geprägt und die Bewohner gehören mehrheitlich der Ethnie der Zaza an. Erdoğdu ist das Heimatdorf von Hüseyin Aygün.
2011 kam es in der Umgebung des Dorfes zu militärischen Operationen gegen die Arbeiterpartei Kurdistans.